# Liparis parthonii
Liparis parthonii là một loài thực vật có hoa trong họ Lan. Loài này được C. Morren mô tả khoa học đầu tiên.